# Luftemboli
Luftemboli er en blodprop der er forårsaget af luft i blodbanen. Denne boble vil sætte sig og blokere for blodgennemstrømning. Som andre blodpropper er det særligt farligt hvis det sker i hjernen.
Luftemboli kan blandt andet opstå i forbindelse med dykning ved for hurtigt opstigning, samtidig med at dykkeren holder vejret. Derved bliver trykket i lungerne for stort og der sker en sprængning af alveolerne, så der er fri adgang fra lungen til blodbanen.
| Sygdom | Spire Denne artikel om sygdom er en spire som bør udbygges. Du er velkommen til at hjælpe Wikipedia ved at udvide den. |